# Тисовский, Михаил Станиславович
Михаил Станиславович Тисовский (1928 — ?) — советский футболист, вратарь.
Карьеру в командах мастеров провёл в группе II / классе «Б» за команды ДО Киев (1948—1949), «Металлург» Днепропетровск (1953—1955), «Колхозник» Полтава (1956—1958). В 1951 году играл в чемпионате Украинской ССР за «Машиностроитель» Киев. Полуфиналист Кубка СССР 1952, 1954.